# Pythochares
Pythochares war ein antiker griechischer Aulet (der Aulos war ein Blasinstrument der Antike).
Der römische Sophist Claudius Aelianus (ca. 170–nach 222) gibt in seinem Buch Vom Wesen der Tiere (De natura animalium) eine Geschichte wieder, nach der Pythochares durch sein lautes und schönes Spiel auf seinem Instrument ein Rudel Wölfe vertreiben konnte. Sonst ist über Pythochares nichts bekannt.